# Аарон (Еропкин)
Епископ Аарон (в миру Афанасий Владимирович Еропкин, в схиме Алипий; ок. 1663, Москва — 1 (12) мая 1740, Нило-Столобенская пустынь, Тверская губерния) — епископ Русской православной церкви, епископ Корельский и Ладожский, викарий Новгородской епархии.

## Биография
Из древнего дворянского рода Еропкиных, сын стольника, служил при дворе царя Фёдора Алексеевича, участвовал в Крымских походах, занимался дипломатией, дослужился до стольника, как и отец, после заключения Вечного мира с Речью Посполитой (1686).
Сторонник Милославских, после падения Софьи Алексеевны в 1689 году добровольно ушёл из мира в Нило-Столобенскую пустынь, где 6 августа 1691 года принял иноческий постриг.
Благодаря покровительству митрополита Новгородского и Великолуцкого Иова был последовательно казначеем, строителем и наместником Ниловой пустыни, затем, с мая 1700 года, — наместником Крестного Онежского монастыря в сане игумена.
В январе 1704 года возведён в сан архимандрита Валдайской Иверской обители, потом управлял Варлаамо-Хутынским монастырём.
C 21 ноября 1708 года — настоятель Юрьева монастыря в Новгороде.
24 января 1714 года в Москве рукоположён во епископа Корельского и Ладожского, викария митрополита Иова.
С 3 февраля 1716 по 6 января 1721 года управлял вдовствовавшей Новгородской епархией, прославился большими расходами на благотворительность и образование. В 1719 году по его благословению освящён первый храм возобновлённого Валаамского монастыря. Присутствовал при утверждении Духовного регламента. В 1721 году был обвинён в финансовых злоупотреблениях, в 1723-м уволен на покой в Нилову Столобенскую пустынь.
6 ноября 1727 года возвращён на викарную кафедру новым новгородским владыкой Феофаном Прокоповичем, однако из-за конфликта с ним 1 июля 1730 года вновь отправлен на покой туда же, а в 1735-м из-за подачи императрице Анне Иоанновне челобитной с просьбой защиты Аарон по приказу Феофана оказался в монастыре фактически под арестом, без права писать и управлять пустынью. Перед смертью принял схиму с именем Алипий.